# Ahmet Örken
Ahmet Örken (Çumra, Província de Konya, 12 de març de 1993) és un ciclista turc, professional des del 2012 i actualment a l'equip Spor Toto Cycling Team. Combina la carretera amb la pista. El 2011 fou el primer ciclista turc en guanyar un campionat d'Europa.

## Palmarès en ruta
- 2010
  -  Campió de Turquia júnior en ruta
  -  Campió de Turquia júnior en contrarellotge
- 2013
  - Vencedor d'una etapa a la Volta al Marroc
  - Vencedor de 2 etapes a la Volta a Sèrbia
- 2014
  -  Campió de Turquia en contrarellotge
  - Vencedor d'una etapa a la Volta al llac Qinghai
- 2015
  -  Campió de Turquia en contrarellotge
  -  Campió de Turquia sub-23 en contrarellotge
  - 1r al Tour de Mevlana i vencedor de 3 etapes
  - 1r al Tour of Aegean i vencedor de 2 etapes
  - Vencedor d'una etapa a la Volta al Marroc
  - Vencedor d'una etapa al Tour del Mar Negre
- 2016
  -  Campió de Turquia en contrarellotge
- 2017
  -  Campió de Turquia en contrarellotge
  - 1r al Challenge de la Marxa Verda-Gran Premi Al Massira
  - Vencedor d'una etapa a la Volta a Sèrbia
  - Vencedor de 2 etapes a la Volta al llac Qinghai
- 2018
  -  Campió de Turquia en contrarellotge
  - Vencedor de 2 etapes al Tour de Mevlana
  - Vencedor d'una etapa al Tour de Capadòcia
- 2019
  -  Campió de Turquia en ruta
  -  Campió de Turquia en contrarellotge
  - 1r al Tour d'Anatòlia Central i vencedor d'una etapa
  - Vencedor d'una etapa al Tour de Mesopotàmia
  - Vencedor d'una etapa al Tour de Mevlana
- 2021
  -  Campió de Turquia en contrarellotge
- 2023
  -  Campió de Turquia en contrarellotge
  - Vencedor d'una etapa de la Kirikkale Road Race
- 2024
  -  Campió de Turquia en contrarellotge

## Palmarès en pista
- 2011
  -  Campió d'Europa júnior en Òmnium